# Lötskolan
Lötskolan var en gymnasieskola i kommundelen Centrala Sundbyberg i Sundbybergs kommun verksam från 1960 till 2003. 

## Historik
Skolbyggnaden uppfördes 1959 med Carl Nyrén som arkitekt. 31 augusti 1960 började verksamheten under namnet Sundbybergs försöksgymnasium  som även inkluderade ett handelsgymnasium. Namnet försöksgymnasium upphörde 1968 då namnet blev Lötgymnasiet. På 1990-talet infördes full valfrihet att söka gymnasieutbildning och från år 2000 minskade elevantalet från cirka 700 till omkring 370 och verksamheten flyttade 2004 in i nya lokaler och fick då namnet Löfströms gymnasium.
Studentexamen gavs från 1963 till 1968.
Skolbyggnaden revs omkring 2007 och på platsen uppfördes bostadsområdet Lötsjöhöjden.